# یاکوپو سرنیگوی
یاکوپو سرنیگوی (انگلیسی: Iacopo Cernigoi؛ زادهٔ ۴ ژانویهٔ ۱۹۹۵) بازیکن فوتبال است.